# Cessna 188
Il Cessna 188 è un aereo agricolo monomotore ad ala bassa sviluppato dall'azienda aeronautica statunitense Cessna Aircraft Company negli anni sessanta.
Prodotto tra il 1966 ed 1983 nelle sue varie versioni, indicate come AGwagon, AGpickup, AGtruck ed AGhusky, costituisce, assieme alla variante del Cessna 185 AGcarryall, la gamma di modelli Cessna destinati al mercato delle macchine agricole.

## Storia del progetto
Nei primi anni sessanta la Cessna decise di diversificare la sua produzione affrontando, oltre al mercato dell'aviazione generale, quello della tecnologia aerea al servizio dell'agricoltura. A tal fine venne avviato un programma di sviluppo contattando i piloti e gli altri costruttori aeronautici che fornivano modelli per operare nel settore per individuare quali fossero le caratteristiche e le prestazioni migliori per uno specifico modello dedicato all'irrorazione aerea delle piantagioni. Valutati i vari pareri l'azienda ritenne che l'impostazione più adatta ad un simile impiego fosse un aereo dall'impostazione convenzionale: monoposto, monoplano ad ala bassa rinforzata con aste di controvento ed equipaggiato con un motore a pistoni.
Il progetto del nuovo modello, identificato come 188, attingeva pesantemente al progetto del Cessna 180, decidendo di riutilizzarne parte della cellula, stessa parte finale della fusoliera e stesso impennaggio, e il medesimo impianto propulsivo basato sul motore Continental O-470-R, un 4 cilindri contrapposti raffreddato ad aria da 230 hp (170 kW). La maggior parte della cellula venne realizzata con la lega di alluminio 2024-T3 mentre la tramoggia per le sostanze chimiche venne costruita in fibra di vetro. La fusoliera, realizzata in semimonoscocca, integrava la cabina di pilotaggio rialzata che nelle ultime versioni, sfruttando la pressione dinamica risultante dalla velocità di avanzamento del velivolo, era dotata di un sistema di pressurizzazione al fine di ridurre l'induzione di sostanze potenzialmente dannose nell'abitacolo.
Il prototipo del Cessna 188 venne portato in volo per la prima volta il 19 febbraio 1965, quindi ottenuto il certificato di tipo dalla Federal Aviation Administration (FAA) venne avviato alla produzione in serie nel febbraio 1966, con 241 esemplari consegnati durante l'anno.
Il Cessna 188 risultò un successo commerciale tale da non ritenere necessaria un'evoluzione del progetto originale, lasciando la cellula invariata in tutti i 17 anni della sua produzione con minime modifiche al sistema di climatizzazione. Solamente le apparecchiature di irrorazione di prodotti agricoli e le motorizzazioni, pur basandosi sullo stesso modello originario di propulsore, vennero aggiornati.
Durante il periodo di produzione vennero costruiti un totale di 3 975 esemplari delle sue quattro versioni, 53 AGpickup, 1 589 AGwagon, 1 949 AGtruck e 385 AGhuskie.
Pur se ideato specificatamente per l'uso agricolo alcuni degli esemplari prodotti vengono utilizzati come aereo da traino alianti.

## Versioni

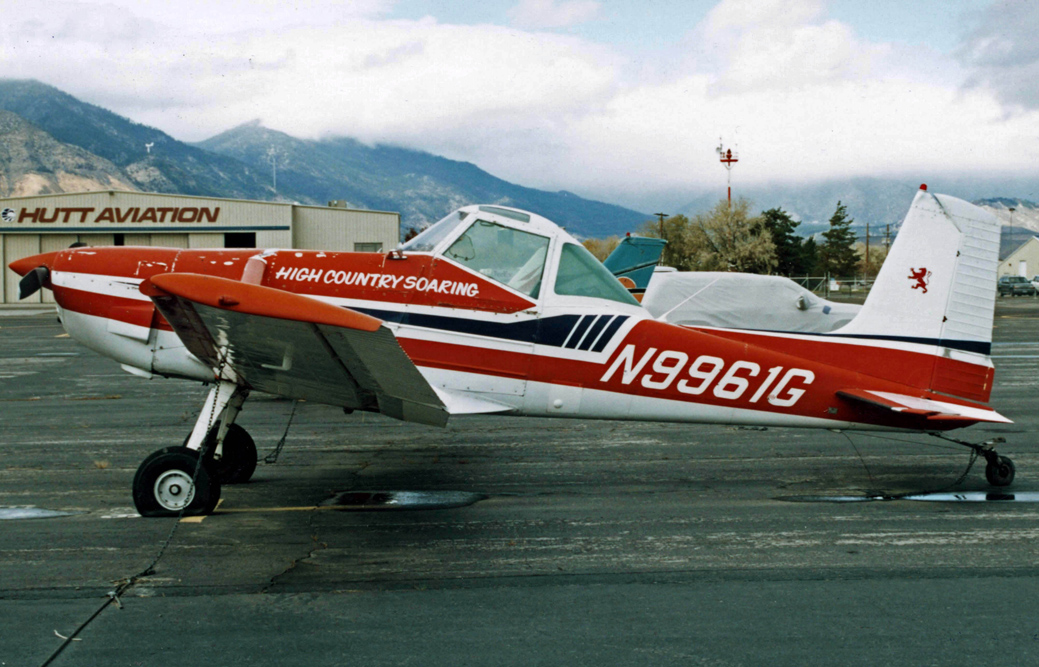
Il Cessna A188A AGwagon
marche N9961G costruito nel 1971 utilizzato come aereo da traino alianti fotografato a Minden, nel Nevada.

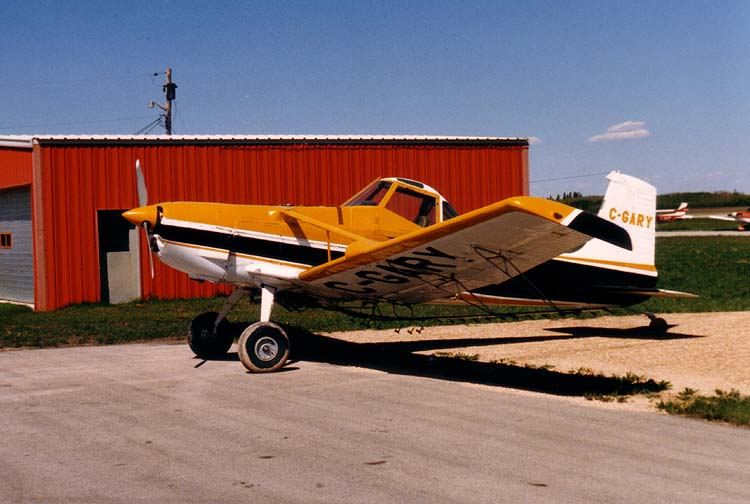
Un Cessna A188B-300 AGtruck fotografato a Steinbach, Manitoba, Canada, nel maggio 1988.

188 AGwagon 230
versione iniziale di produzione in serie, equipaggiata con un motore Continental O-470-R da 230 hp (172 kW) ed una tramoggia per prodotti chimici da 760 L (200 U.S. gal.), con un peso carico di 1 497 kg (3 300 lb) (categoria "normal") e 1 724 kg (3 800 lb) (categoria "restricted"), certificata il 14 febbraio 1966.
188A AGwagon "A"
nuova designazione del modello, prestazioni e categorie come il 188 AGwagon 230, certificata il 26 settembre 1969.
188A AGwagon "B"
nuova designazione del modello, prestazioni e categorie come il 188 AGwagon 230, certificata il 26 settembre 1969.
188B AGpickup
nuova designazione del modello, versione equipaggiata con un motore Continental O-470-R o O-470-S, prestazioni e categorie come il 188 AGwagon 230, certificata il 20 dicembre 1971, produzione terminata nel 1976.
A188 AGwagon 300
versione inizialmente equipaggiata con un motore Continental IO-520-D da 300 hp (224 kW), tramoggia per prodotti chimici da 760 L (200 US gallon), con un peso carico di 1 497 kg (3 300 lb) (categoria "normal") e 1 814 kg (4 000 lb) (categoria "restricted"), certificata il 14 febbraio 1966.
A188A AGwagon "A"
nuova designazione del modello, prestazioni e categorie come il 188 AGwagon 300, certificata il 26 settembre 1969.
A188A AGwagon "B"
nuova designazione del modello, prestazioni e categorie come il 188 AGwagon 300, certificata il 26 settembre 1969.
A188B, AGwagon "C" e AGtruck
nuova designazione del modello, prestazioni e categorie come il 188 AGwagon 300, certificata il 20 dicembre 1971. La produzione dell'AGwagon "C" terminò nel 1981, quella dell'AGtruck nel 1985.
T188C AGhusky
versione equipaggiata con un motore Continental TSIO-520-T sovralimentato tramite turbocompressore da 310 hp (231 kW), tramoggia per prodotti chimici da 1 060 L (280 US gallon), con un peso carico di 1 497 kg (3 300 lb) (categoria "normal") e 1 996 kg (4 400 lb) (categoria "restricted"): certificata l'8 settembre 1978 la produzione terminò nel 1985.